# Václav Prošek
Václav Prošek byl český fotbalista, útočník.

## Sportovní kariéra
Za Československo hrál v roce 1919 na Pershingově olympiádě. Za SK Slavia Praha hrál v letech 1912-1920. Mistr ČSF 1913 a vítěz Poháru dobročinnosti 1912.